# Nogometna reprezentacija hrvatske manjine u Vojvodini
Nogometna reprezentacija Hrvata u Vojvodini predstavlja hrvatsku manjinu iz autonomne pokrajine Vojvodine u Republici Srbiji.
Trenutačni izbornik: Petar Kuntić (stanje u lipnju 2016.)

Koordinator: Ivan Budinčević (stanje u lipnju 2016.)
Osnovana:

## Trenutačni sastav
U prijateljskom susretu protiv reprezentacije hrv. manjine iz Rumunjske, nastupila je u ovom sastavu:
Željko Antonić, Branislav Babić, Filip Ilovac, Bojan Ostrogonac (kapetan), Predrag Bedeković, Igor Tumbas, Branko Vizin, Damir Lukač, Amir Memišević, Dejan Kekezović, Patarčić, Zoltan Kujundžić, Mračina, Šimić, Skenderović.

## Sudjelovanja na natjecanjima

### 2006.
Na 1. EP-u hrvatskih manjina u Splitu 2006. osvojila je brončanu medalju, pobijedivši izabrani sastav hrvatske manjine iz Rumunjske s 3:2. U 1. krugu natjecanja, bili su drugi u svojoj skupini.
Najbolji igrač turnira je bio iz redova vojv. Hrvata, Dejan Godar.
Prvi trener je bio Marinko Poljaković, a izbornik Petar Kuntić.
Uvjet da bi igrač mogao sudjelovati bio je taj što je igrač morao igrati u domaćem prvenstvu, odnosno u ovom slučaju, stalno boraviti na teritoriju Srbije. Za reprezentaciju je bilo izabrano 18 igrača. Došli su većinom iz bačkih klubova, subotičke Bačke i Severa, somborskog Radničkog, Tavankuta, bajmačkog Radničkog, a jedini nebački klub je bio srijemski Jadran iz Golubinaca.

### 2007.
Na Prvo svjetsko nogometno natjecanje hrvatskih iseljenika 2007. godine nisu se plasirali.

### 2008.
Sudionici su europskog prvenstva nacionalnih manjina koje se održavalo u Švicarskoj od 31. svibnja do 7. lipnja 2008. godine.
Već prije samog početka prvenstva, smatralo ih se favoritima.
Na tom prvenstvu, koje je nosilo ime Europeada, reprezentacija vojvođanskih Hrvata (pod nazivom "reprezentacija Hrvata iz Srbije") je postala europskim doprvakom.
U završnom susretu su izgubili u Churu od Južnog Tirola s 0:1, "u kojemu su očevidnom sudačkom nepravdom ostali uskraćeni za zasluženo prvo mjesto".

Sastav europskih doprvaka i prateće osoblje su bili:
Dr. Zdravko Doko, Marinko Pranjčević, Željko Antunić, Branislav Babić, Filip Ilovac, Srđan Saulić, Igor Tumbas, Amir Mišević, Igor Skenderović, Grona Nimčević, Ivan Budinčević (vođa puta), Petar Kuntić, Darijan Mračina, Srđan Miković, Bojan Ostrogonac, Predrag Bedeković, Dejan Kekezović, Damir Lukač, Kristijan Petarčić, Albert Stantić, Davor Šimić, Branko Vizin.

### 2009.
Sudionici su 2. EP-a hrv. nacionalnih manjina, pod imenom "reprezentacije Hrvata iz Srbije". Bili su favoritima natjecanja, no nova pravila koja je Hrvatski nogometni savez donio nekih mjesec dana prije EP-a su znatno otežala položaj ovoj reprezentaciji, jer četvorica igrača su potpisali profesionalne ugovore što po novim pravilima im oduzima pravo sudjelovati na tom EP-u (otpali su Čović I, Čović II, Kekezović i Moravčić).
Osvojili su treće mjesto, iako su bili neporaženi u skupini. U 1. kolu su pobijedili crnogorske Hrvate s 3:1 pogodcima Josipa Gala, Gorana Nimčevića i Davora Rajkovače. U 2. kolu su igrali neriješeno s austrijskih Hrvatima 1:1, a strijelac je bio Mario Maslač. U 3. kolu su pobijedili makedonske Hrvate s 3:0, a strijelci su bili Bojan Ušumović, Branislav Babić i Igor Tumbas. Odluku o tome tko će igrati za zlato, a tko za broncu je odlučilo raspucavanje jedanaestercima, u kojem su vojvođanski Hrvati izgubili od austrijskih Hrvata. U susretu za broncu su pobijedili slovačke Hrvate s 2:0, a pogotke su postigli Srđan Saulić i Igor Tumbas. 

Nastupili su u sastavu:
Miković (Antonić), Mračina, Nimčević, Ušumović, Maslač, Filip Ilovac (kapetan), Vizin, Babić, Čevarušić, Rajkovača, Tadijan, Stantić, Balažić, Skenderović i Tumbas.

Izbornik i trener: Marinko Poljaković. Liječnik: dr. Zdravko Doko. Koordinator: Petar Kuntić. Tehniko: Ivan Budinčević.

### 2011.
Sudionici su 3. EP-a hrv. nacionalnih manjina, pod imenom "reprezentacije Hrvata iz Srbije". Pobijedili su.
Trener i izbornik prvaka: Marinko Poljaković. Kapetan je Filip Ilovac. Većinu igrača su činili igrači iz Bačke, a osim njih su bili igrači iz Tavankuta (Godar), Sombora (Vuković) te po prvi puta igrači iz Srijema (Beočin), Novog Sada (Zeljko) i Zemuna.

### 2012.

#### EP hrvatskih iseljenika
Sudionici su 4. EP-a hrv. nacionalnih manjina, pod imenom "reprezentacije Hrvata iz Srbije". Održalo se od 3. – 4. lipnja. Pobijedili su.
Trener i izbornik prvaka: Marinko Poljaković. 
Sastav: vratari Ivan Beretić (Sombor), Dražen Majer (Bačka Topola), obrambeni igrači Željko Gašparević (Novi Sad), Igor Skenderović (Tavankut), Filip Ilovac (Subotica), Predrag Bedeković (Tavankut), vezni igrači Mladen Vizin (Tavankut), Josip Gal (Sonta), Dejan Godar (Tavankut), Dejan Kekezović (Bajmak), Željko Tadijan (Sonta), napadač Mladen Čović (Subotica), u pričuvi Dario Mračina (Sombor), Marko Vujić (Mala Bosna), Davor Balažić (Tavankut), Mijo Erceg (Golubinci), Igor Meštrović (Zemun).
Dejan Kekezović iz Bačke Topole (Topolja) proglašen je najboljim igračem turnira.
Dejan Kekezović je bio najbolji igrač i najbolji strijelac sastava vojvođanskih Hrvata. Postigao je 5 pogodaka, Čović 3, Godar 2. Vratar Beretić zaslužan je za pobjedu protiv Dinama iz Ottakringa, jer je obranio jedanaesterac u raspucavanju.

#### Europeada
Sudjelovali su na 2. Europeadi, europskog prvenstva nacionalnih manjina koja se održala u Lužicama od 16. do 24. lipnja. Branili su naslov doprvaka. Za himnu svoje reprezentacije u Bautzeni izabrali su pjesmu Veliko bačko kolo.
Nakon niza pobjeda u skupini i četvrtzavršnici, ispali su u reprizi završnice s prve Europeade, izgubivši od jake momčadi Nijemaca iz Južnog Tirola. Ipak su osvojili odličje, brončano, pobijedivši koruške Slovence 1:0.I na ovom turniru trener i izbornik bio je Marinko Poljaković. Liječnik reprezentacije bio je Zdravko Doko. Tehniko ekipe je Ivan Budinčević a koordinator reprezentacije je Petar Kuntić iz Odbora za sport Hrvatskog nacionalnog vijeća.Na prvenstvo je pošlo 18 nogometaša (Bojan Ušumović, Dejan Kekezović, Mladen Čović, Davor Rajkovača, Mijo Erceg, Kristijan Čorba, Gal, Gašparović i drugi), među kojima su se kvalitetom tijekom prvenstva izdvojili Bojan Ušumović i Dejan Kekezović koji su izabrani u idealni tim europskih manjina. Hrvati su nastupili u oslabljenom sastavu jer im se dvojica igrača nisu usudila izjasniti kao Hrvati. I dan danas postoje pojedini krajevi Srbije gdje se igrači nerado izjašnjavaju kao Hrvati, ponajviše u krajevima gdje ima malo Hrvata. Taj problem prati reprezentaciju Hrvata iz Srbije od početka formiranja sastava. Problem je nekad bio izraženiji nego danas, osobito u početku. Iako je taj problem manji nego prije, Hrvati iz Srbije su i nedavno imali situaciju da upravo zbog toga razloga dvojica igrača nisu došla, a željeli su igrati za reprezentaciju Hrvata iz Srbije.
Nastup je ocijenjen vrlo uspješnim u i športskom i kulturnom pogledu. Rečeno je da su dobro predstavljali domicilnu državu Srbiju, a ime Hrvata iz Srbije se čulo po cijeloj Europi. "Bilo je riječi i o našoj Dužijanci i Velikom prelu, ali i o problemima koji nas prate. Ništa lošije nismo predstavili i hrvatski narod kao njegovi pripadnici u dijaspori."
Vojvođanski Hrvati igrali su u sastavu: Nenad Vuković (Tavankut), Igor Skenderović (Tavankut), Željko Gašparović (Beočin), Mijo Erceg (Golubinci), Josip Gal (Sonta), Dejan Kekezović (Bajmak), Predrag Bedeković (Tavankut), Marko Vujić (Mala Bosna), Mladen Čović (Subotica), Darijan Mračina (Sombor), Davor Poljaković (Subotica), Dinko Kuntić (Subotica), Kristian Čorba (Subotica), Bojan Ušumović (Subotica), Damir Lukač (Subotica), Davor Rajkovača (Subotica), Slaven Juriša (Surčin). Stručni stožer činili su: izbornik Marinko Poljaković (Kelebija), koordinator Petar Kuntić (Subotica), tehniko Ivan Budinčević (Subotica), liječnik dr Zdravko Doko (Subotica).
Izostala je nekolicina standardnih reprezentativaca, zbog obiteljskih, zdravstvenih, poslovnih razloga i zbog obveza prema matičnim klubovima: Filip Ilovac, Mladen Vizn, ŽeljkoTadijan, Dejan Godar, Goran Nimčević, Brane Babić, Ivan Beretić.

### 2013.
Sudionici su 4. EP-a hrv. nacionalnih manjina, pod imenom "reprezentacije Hrvata iz Srbije". Održalose od 21. – 23. lipnja. .
Vojvođanski su Hrvati favorit ovog natjecanja. Izbornik je Marinko Poljaković. Reprezentacija je u odnosu na prije nešto izmijenjena. Sada imaju čak sedmoricu igrača iz Srijema, dok su do ovog prvenstva imali samo jednog ili dvojicu. Također imaju i jednog igrača iz Banata. Neki su standardni igrači izostali, a nekoliko novih je zaigralo ovom prilikom i kvalitetom osigurali mjesto u sastavu. Juriša, Renić i Naglić pokazali su da mogu biti nositelji igre, a standardni su Kekezović i Ilovac. Na samom natjecanju izostali su Kekezović i Čović, te dvojac koji je u Švicarskoj Babić i Ninčević. Igrali su Nenad Vuković, Miodrag Erceg, Naglić (Mitrovica), Kekezović, Filip Ilovac, Marko Vujić, Slaven Juriša, Marko Renić (Novi Sad), Dinko Kuntić, Davor Poljaković, Gašparević (Novi Sad), izbornik je bio Marinko Poljaković, a sa sastavom je bio Koordinator reprezentacije i predsjednik Odbora za sport HNV-a Petar Kuntić.
Zauzeli su 4. mjesto u izravnom nadigravanju s Hrvatima iz Slovenije.

### 2015.
Na Trećem svjetskom nogometnom natjecanju hrvatskih iseljenika osvojili su drugo mjesto. U završnici su izgubili od NK Pajda iz Möhlina Ivana Rakitića rezultatom od 4:0. Vratar reprezentacije vojvođanskih Hrvata Lebović najbolji je vratar na ovom turniru. Na prvenstvu su pobijedili u svojoj skupini s dvjema pobjedama i jednom neriješenom utakmicom, a izgubili su tek utakmicu završnice; vratar vojvođanskih Hrvata Lebović proglašen je najboljim čuvarem mreže na prvenstvu.
S obzirom na to da su mnogi igrači u reprezentaciji pred veteranskim godinama, ovo bi prvenstvo moglo biti i svojevrstan oproštaj od aktivnog nastupanja u izabranoj vrsti.
Utakmicu polufinala igrali su u sastavu: Lebović, Skenderović (kap.), Mihaljević, Tumbas, Ušumović, Zeljko (od 81. min Vizin), Juriša Petreš, Kuntić,(od 46. min. Godar), D. Vojnić (od 78. min. Lukač) i Poljaković.

### 2016.
Sudjelovali na Europeadi 2016. godine u Južnom Tirolu, u sastavu Aleksandar Naglić (Radnički), Davor Poljaković (Bačka), Kristijan Čorba (free), Bojan Ušumović (Bačka), Davor Rajkovača (Senta), Damir Lukač (free), Dario Vojnić (Bačka), Dejan Kekezović (Tisa), Bojan Kujunžić (Tavankut), Mladen Vizin (Tavankut), Igor Skenderović (Tavankut), Milan Petreš (Sombor), Veljko Vojnić (Tisa), Igor Tumbas (free), Dejan Godar (Tavankut), Stefan Lebović (Bajša), Damir Zeljko (Cement), Slaven Juriša (Pančevo), Filip Ilovac (Subotica), Slaviša Stipančević (Subotica), Davor Šimić (Tavankut). Glavni trener bio je Petar Kuntić, prvi pomoćnik Marinko Poljaković,drugi pomoćni trener Miodrag Erceg te voditelj Ivan Budinčević. Nadmoćno su pobijedili u svojoj skupini B, pobijedivši Reto-Romane iz Švicarske s 5:2, sve manjinske narode iz Estonije s 10:0 i Rome iz Mađarske s 5:0 te tako osvojili prvo mjesto u skupini. U četvrtfinalu su pobijedili Ladine 2:0. U polufinalu su izgubili od Oksitanaca 0:3. Utakmicu za treće mjesto nisu igrali, jer su diskvalificirani. Budući da su bili diskvalificirani, završili su na zadnjem mjestu. Obrazloženje trenera Petra Kuntića izjavljeno na Dnevniku RTV na hrvatskom bilo je "„da smo naivno naseli na provokacije“, „da nismo smjeli dozvoliti sucu da nam dijeli tolike crvene kartone“, „da nismo napustili utakmicu iako je sudac dobio takav utisak“" i druga.

## Vanjske poveznice
- Hrvatska riječ Dražen Prćić: Nogometni međunarodni susret u Tavankutu: Pobjeda prijateljstva, 25. travnja 2008.
- Subotičke novine  Arhivirana inačica izvorne stranice od 12. siječnja 2007. (Wayback Machine) Dejan Godar najbolji igrač  (srp.)
- Hrvatska riječ, br. 299/2008.[neaktivna poveznica] Petar Kuntić, predsjednik sekcije autohtonih Hrvata pri HNS - Počast na temelju zapaženih rezultata
- Flickr[neaktivna poveznica] Hrvati iz Srbije na Europeadi 2012. (engl.)
- Croats in Serbia, europeada2016.eu (engl.)